# 第2補給連隊 (フランス軍)
第2補給連隊（だいにほきゅうれんたい、2e régiment du matériel：2e RMAT）は、イル＝エ＝ヴィレーヌ県Bruzに駐屯する、第1後方支援旅団隷下のフランス陸軍の後方支援連隊である。
兵種は輜重など、伝統的区分は輜重兵である。

## 沿革
- 1985年7月1日：第2補給連隊としてAubigné-Racanにて編制される。
- 1992年7月31日：解隊される。
- 1999年7月1日：再編成される。

## 最新の部隊編成
- 連隊本部
- 本部管理中隊
- 第1移動整備中隊 - （アンジェ駐屯地）
- 第2移動整備中隊
- 第3電子機器整備中隊
- 第4供給中隊
- 第11総合整備中隊 - （ヴァンヌ駐屯地）
- 第14需品中隊 - （Coëtquidan 駐屯地）
- 第15総合整備中隊 - （ル・マン駐屯地）

## 任務
- 連隊は、第1線部隊に対する補給支援をおこなう。
- 各派遣先において、技官と軍人が協力して高度な自動車整備や軍用品整備及び電子器材等の整備を行い、連隊の隊員に対して専門的な知識の普及にあたる。

### 定員
連隊は約1100名からなる。

## 主要装備
- GIAT BM92-G1
- FA-MAS
- P4
- TRM 2000
- TRM 4000
- TRM 10000
- GBC 180